# Serafimovitch
Serafimovitch (en russe : Серафимович) est une ville de l'oblast de Volgograd, en Russie, et le centre administratif du raïon Serafimovitchski. Sa population s'élevait à 9 305 habitants en 2013.

## Géographie
Serafimovitch est située sur la rive droite du Don, à 160 km au nord-ouest de Volgograd.

## Histoire
La localité est créée en 1589 sous le nom d'Oust-Medveditskaïa. Elle reçoit le statut de ville en 1933, ainsi que son nom actuel en l'honneur de l'écrivain Alexandre Serafimovitch (1863-1949), qui y naquit et y vécut.

## Population
Recensements (*) ou estimations de la population
| 1897* | 1926* | 1939* | 1959* | 1970* | 1979*  |
| ----- | ----- | ----- | ----- | ----- | ------ |
| 5 805 | 5 957 | 8 300 | 8 874 | 9 707 | 10 047 |

| 1989*  | 2002* | 2010* | 2012  | 2013  | 2014 |
| ------ | ----- | ----- | ----- | ----- | ---- |
| 10 040 | 9 939 | 9 368 | 9 311 | 9 305 | -    |

## Personnalités
Markian Popov (1904-1969), chef militaire soviétique, général des armées